# Develier
Develier é uma comuna da Suíça, situada no distrito de Delémont, no cantão de Jura. Tem 12,42 km² de área e sua população em 2018 foi estimada em 1.354 habitantes.